# Héctor Tajam
Héctor Tajam (né le 22 septembre 1947 à Montevideo, Uruguay) est un économiste uruguayen, élu député en 2004 sur la liste 609 du Mouvement de participation populaire (MPP) et réélu en 2009 dans le département de Montevideo. Membre de la direction du MPP, il fait partie de l'équipe de conseillers économiques de José Mujica, qui a été élu président et succèdera à Tabaré Vázquez en mars 2010.
Exilé lors de la dictature, il a obtenu un master d'économie en 1980 au Centro de Investigación y Docencia Económica de Mexico, puis est revenu au pays lors de la transition démocratique, étant nommé enseignant-chercheur à l'Université de la République. Il était deuxième sur la liste des députés du MPP lors des élections générales de 2009.